# 플리트우드 맥
플리트우드 맥(Fleetwood Mac)은 1967년 런던에서 결성된 록 밴드이다. 기타리스트인 피터 그린과 제레미 스펜서, 드러머 믹 플리트우드가 결성하였고 밥 브루닝이 임시로 베이스를 맡았다가 데뷔 앨범을 낼 즈음 존 맥비로 교체되었다. 1968년 세 번째 기타리스트이자 보컬로 대니 커완이 합류했고 두 번째 앨범부터 세션으로 참여했던 키보드 연주자이자 보컬인 크리스틴 퍼펙트는 이후 존 맥비와 결혼하여 크리스틴 맥비라는 이름으로 정식 멤버가 되었다.
초창기에는 영국 블루스 밴드였던 플리트우드 맥은 "Albatross"로 영국 1위를 달성했고 그 외에도 "Oh Well", "Man of the World", "The Green Manalishi" 등과 같은 히트곡을 냈다. 1970년대 초반에 피터 그린, 제레미 스펜서, 대니 커완이 차례로 밴드를 떠났고 대신 기타와 보컬에 밥 웰치, 기타리스트 밥 웨스톤, 보컬 데이브 워커로 교체되었는데 1974년에 세 명 모두 해고되거나 밴드를 떠나면서 기타와 보컬이 없는 상태가 되었다. 1974년 후반, 멤버를 구하기 위해 로스앤젤레스의 스튜디오들을 탐색하던 중 미국 포크 록 듀오 린지 버킹엄과 스티비 닉스의 노래를 듣게 되었고 버킹엄에게 기타와 보컬을 맡아달라고 부탁했는데 버킹엄은 스티비 닉스도 함께 보컬로 합류하는 조건으로 수락했다.
린지 버킹엄과 스티비 닉스가 합류하면서 만든, 좀 더 팝록적인 사운드의 1975년 앨범 <Fleetwood Mac>이 미국에서 1위에 올랐고 1977년 <Rumours> 앨범은 네 개의 미국 톱 10 싱글을 내면서 앨범 차트 1위를 31주간 지켰다. 또한 세계 각국에서 1위에 올랐고 1978년 그래미 어워드에서 올 해의 앨범상을 수상했다. <Rumours>는 전세계적으로 4천만장 이상이 팔리면서 역대 최대 판매 앨범들 중 하나가 되었다. 밴드 내의 커플들이 갈라서는 상황에서도 (존과 크리스틴 맥비, 버킹엄과 닉스, 플리트우드와 그의 아내 제니 보이드) 음반을 함께 녹음했다.
이후 멤버들의 변화 없이 세 장의 정규 앨범을 발표하다가 1980년대 말 밴드는 와해되기 시작했다. 버킹엄과 닉스가 먼저 떠났고 이후 여러 기타리스트와 보컬들로 교체되었다. 1993년 빌 클린턴 대통령의 취임식을 위한 일회성 공연에서 플리트우드, 닉스, 버킹엄, 존 맥비, 크리스틴 맥비가 6년만에 처음으로 재회했고 4년 후 완전한 재결합하여 히트곡을 라이브로 편집한 <The Dance>를 1997년 발표하여 네 번째로 미국 앨범 차트 1위를 달성했다. 이 해는 <Rumours> 발매 20주년이기도 했다. 크리스틴 맥비는 1998년 밴드를 떠났지만 이후로도 세션으로 계속 작업에 참여했다. 2003년에 <Say You Will>을 발표하며 4인조로 계속 활동하다가 2014년 크리스틴 맥비가 다시 합류했다. 2018년에 버킹엄은 해고되고 톰 페티 앤 더 하트브레이커스에 있었던 마이크 캠벨, 그리고 크라우디드 하우스의 닐 핀과 스플릿 엔즈로 대체되었다. 크리스틴 맥비는 2022년 사망했다.
플리트우드 맥은 전세계적으로 1억2천만장 이상의 음반을 판매하여 가장 성공한 밴드들 중 하나가 되었다. 1979년 할리우드 명예의 거리에 스타로 선정되었고 1988년 로큰롤 명예의 전당에 헌액되었으며 음악에 대한 뛰어난 공헌으로 브릿 어워드를 수상했다. 2018년에는 음악 산업에서 예술적 성취와 자선 활동에 대한 헌신을 인정받아 레코딩 아카데미로부터 뮤직케어 올해의 인물상을 받았다.

## 음반 목록
- 1968: Fleetwood Mac
- 1968: Mr. Wonderful
- 1969: Then Play On
- 1970: Kiln House
- 1971: Future Games
- 1972: Bare Trees
- 1973: Penguin
- 1973: Mystery to Me
- 1974: Heroes Are Hard to Find
- 1975: Fleetwood Mac
- 1977: Rumours
- 1979: Tusk
- 1982: Mirage
- 1987: Tango in the Night
- 1990: Behind the Mask
- 1995: Time
- 2003: Say You Will